# Karl Laux

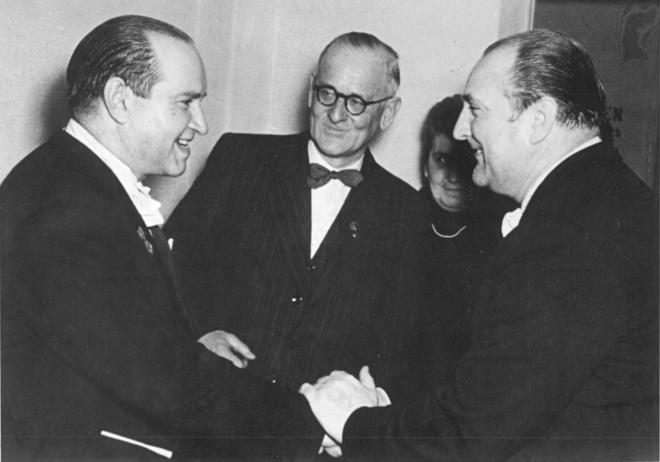
Karl Laux (Mitte) 1954 nach einem Konzert im Gespräch mit David Oistrach (l.) und Generalmusikdirektor Franz Konwitschny.

Karl Laux (* 26. August 1896 in Ludwigshafen am Rhein; † 27. Juni 1978 in Dresden) war ein deutscher Musikwissenschaftler, Musikkritiker und Hochschulrektor.

## Leben
Karl Laux besuchte von 1902 bis 1906 die Volksschule und ging anschließend auf das humanistische Gymnasium in Speyer. 1914 legte er nach Ausbruch des Ersten Weltkriegs ein Kriegsabitur ab, verlobte sich und trat als Kriegsfreiwilliger in das in Speyer stationierte königlich-bayerische 2. Pionier-Bataillon ein. Bereits im Frühjahr 1915 schwer verwundet, stieg er zum Offizierstellvertreter auf und geriet 1916 in der Schlacht an der Somme in britische Kriegsgefangenschaft, die er ab Oktober 1916 in Eastcote im Lager Pattishall (Northamptonshire) verbrachte und 1919 nach Deutschland zurückkehrte. Er studierte von 1919 bis 1924 Musikwissenschaften bei Theodor Kroyer und Hans Joachim Moser an der Universität Heidelberg. Ab 1922 war er als Musikkritiker in Mannheim und von 1926 bis 1934 als Musikredakteur der Neuen Badischen Landeszeitung tätig. 1934 wechselte er nach Dresden, wo er bis 1943 bei den Dresdner Neuesten Nachrichten arbeitete. Zugleich war er von 1936 bis 1948 Dozent an der Dresdner Musikhochschule. Ab 1943 war Laux kulturpolitischer Redakteur der Dresdner Zeitung.
Nach dem Zweiten Weltkrieg trat er der KPD/SED bei und wirkte von 1945 bis 1948 als Ministerialrat im Sächsischen Volksbildungsministerium. Ab 1948 war er Musikredakteur der Täglichen Rundschau in Ost-Berlin und ab 1951 Chefredakteur von Musik und Gesellschaft. Von 1952 bis 1963 wirkte er als Rektor und Nachfolger von Fidelio F. Finke an der Hochschule für Musik Carl Maria von Weber Dresden.
Ab 1956 war er Präsident der Robert-Schumann-Gesellschaft (Zwickau). Am 29. August 1956 wurde Laux der Vaterländische Verdienstorden in Silber verliehen. Er setzte sich besonders intensiv für den Komponisten Joseph Haas und seine Werke ein.
Kritisch ist Laux’ musikwissenschaftliche Arbeit im NS-Regime sowie in der DDR zu sehen, zum Beispiel in einem Buch über Anton Bruckner im Jahr 1940. Laux zeichnete darin ein Bruckner-Bild, das der nationalsozialistischen Auffassung von Bruckner entgegenkam. Eine geänderte Fassung dieses Bruckner-Buches erschien 1947.
Von 1958 bis 1963 war er Abgeordneter der Volkskammer.
1971 erhielt er den Vaterländischen Verdienstorden (VVO) in Gold und 1976 die Ehrenspange zum VVO in Gold. Er wurde 1972 Ehrenbürger der Stadt Zwickau. Nach Karl Laux wurde die Karl-Laux-Straße in Dresden benannt.

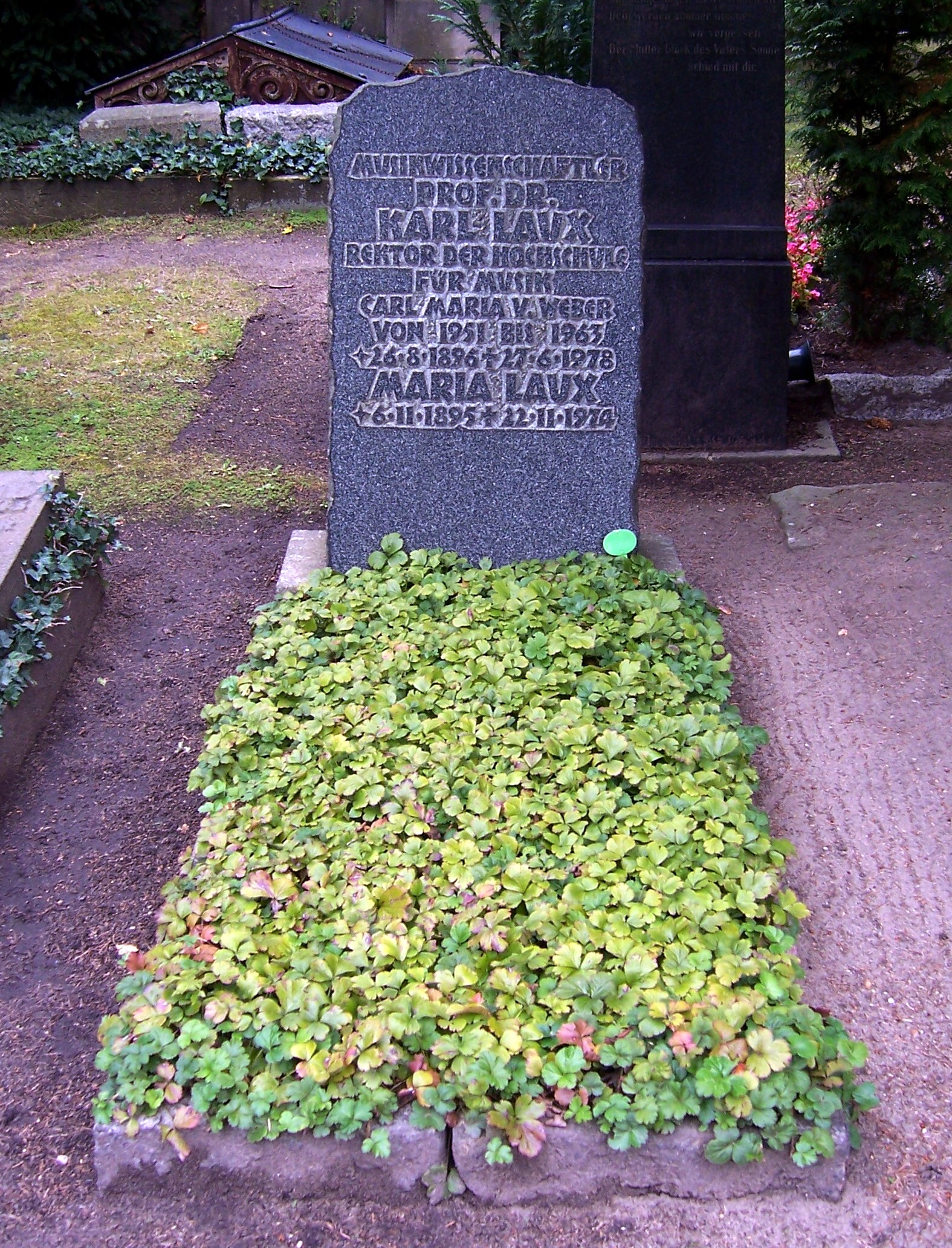
Grab von Karl Laux auf dem Trinitatisfriedhof in Dresden.

1977 verlegte der Verlag der Nation Berlin die Autobiografie von Karl Laux.
Ab dem Jahr 1951 haben Erich Höhne (Fotograf) und Erich Pohl (Fotograf) aus Dresden viele Fotoserien bei Veranstaltungen mit Karl Laux erstellt. Diese sind in der Deutschen Fotothek – SLUB Dresden verfügbar.
Der Nachlass von Karl Laux wird in der Sächsischen Landesbibliothek – Staats- und Universitätsbibliothek Dresden aufbewahrt.

## Werke
- Joseph Haas. Portrait eines Künstlers – Bild einer Zeit. Schott, Mainz 1931.
- Der Thomaskantor und seine Söhne. Heimatwerk Sachsen, 1939.
- Musik und Musiker der Gegenwart, I. Band: Deutschland. Verlag Wilhelm Spael, Essen 1949.
- Die Musik in Rußland und in der Sowjetunion. Henschelverlag. Berlin, 1958.
- Carl Maria von Weber. Verlag Philipp Reclam jun., Leipzig 1966.
- Robert Schumann. Verlag Philipp Reclam jun., Leipzig 1972.
- Nachklang. Rückschau auf sechs Jahrzehnte kulturellen Wirkens. Verlag der Nation, Berlin 1977.

Weitere Bücher und größere Artikel des Autors sind im Anhang der Autobiografie Nachklang aufgelistet.